# Albert Hennequin
Pour les articles homonymes, voir Émile Hennequin et Hennequin.
Albert Hennequin ou Albert-F. Hennequin (1884-1967) est un poète et critique littéraire français.

## Biographie
Fernand Marie Albert Hennequin est né le 18 mai 1884 à Poitiers (Vienne). Il a pour père Louis Narcisse Hennequin, âgé de trente-et-un ans à la naissance de son fils, adjudant au 33e régiment d'Artillerie à Poitiers ; et pour mère Célestine Bert, âgée de dix-neuf ans.
Il est lycéen à Poitiers, puis étudiant en lettres, en 1904. Appartenant à la classe 1904, il est ajourné en 1905 et 1906 et déclaré "bon" en 1907. Il est incorporé au 32e régiment d'Infanterie à Châtellerault le 16 octobre 1907, mais réformé le 21 du même mois. N'ayant pas dix jours de "présence sous les drapeaux", il n'obtient même pas le "certificat de bonne conduite". Sa réforme est justifiée médicalement par une "tuberculose pulmonaire".
Le 3 novembre 1906, il se marie avec Jeanne Catherine Hélène Rapnouil, aux Lèches, en Dordogne.
Albert Hennequin a été répétiteur aux lycées de Poitiers, de Meaux. Puis professeur au lycée Michelet à Vanves.
En 1967, habite à Vanves au n° 16 de l'avenue Victor-Hugo.
Albert Hennequin meurt le 8 août 1967, à Vanves. Il est retraité de l'Éducation nationale.

## L'œuvre littéraire

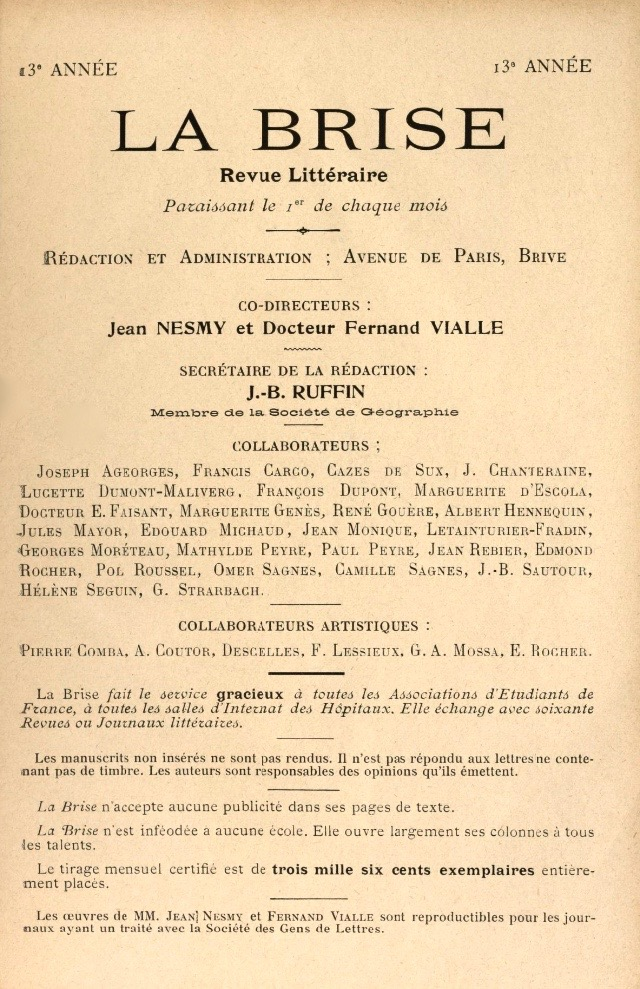
La Brise, revue littéraire, Brive, janvier 1913.

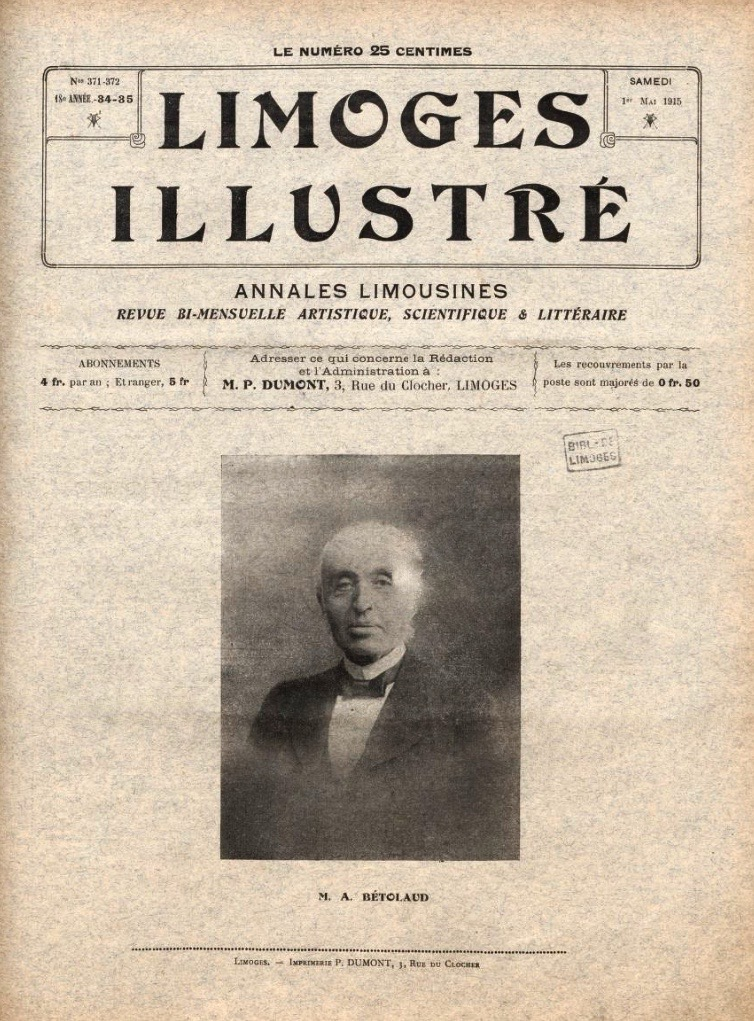
Limoges illustré, 1er mai 1915.

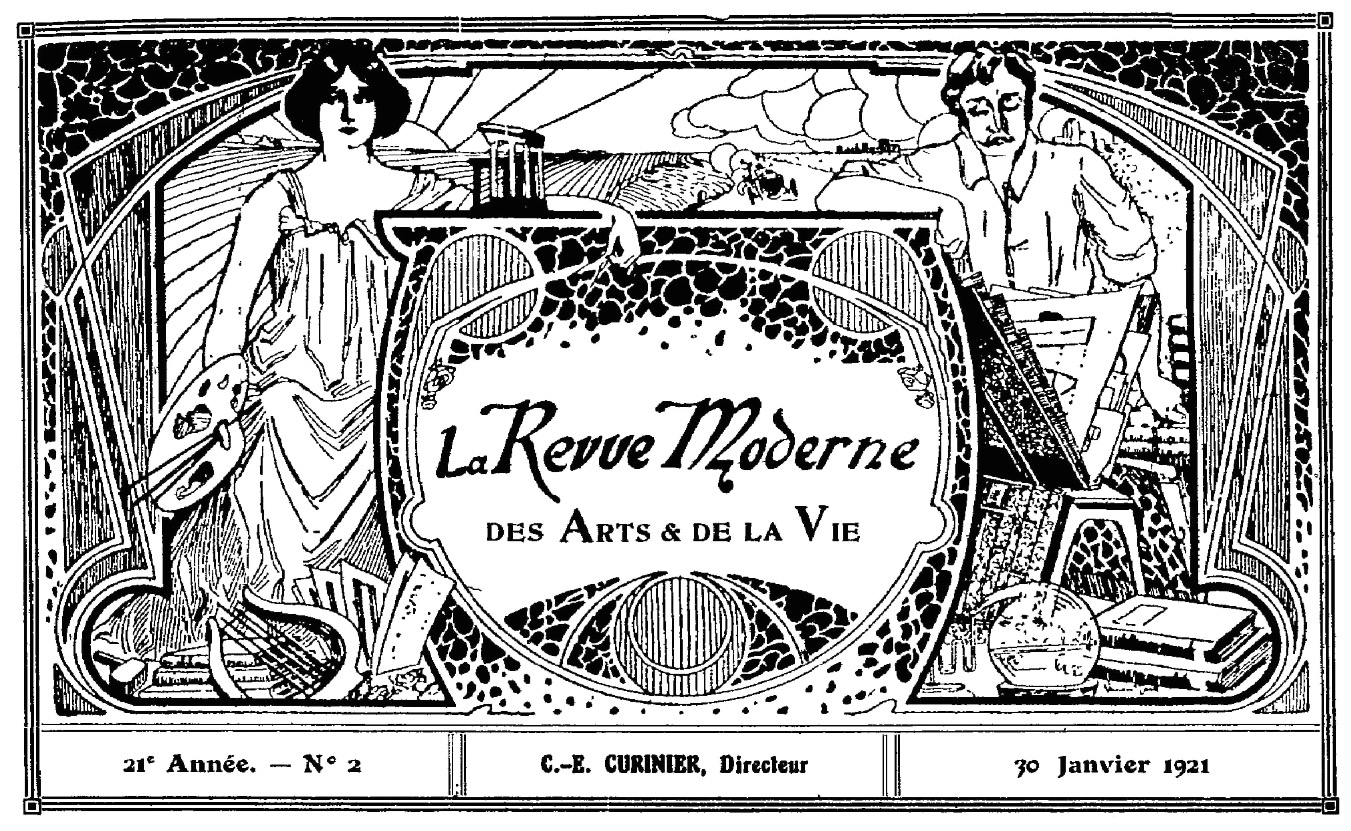
Revue Moderne des arts et de la vie, janvier 1921.

Selon Charles-Emmanuel Curinier, dans la Revue moderne des arts et de la vie, Albert Hennequin «était encore sur les bancs du lycée lorsqu'il écrivit ses premiers poèmes».
Les débuts poétiques de l'âge adulte sont jugés diversement.
On a parfois rangé les écrits d'Albert Hennequin sous la rubrique d'une «savoureuse poésie de terroir», parce qu'elle s'attache à des lieux. Mais cela n'en fait pas une poésie simpliste. Dans la Revue savoisienne, on y voit un mélange des "influences du Parnasse et du Symbolisme".
Albert-F. Hennequin a collaboré à La Brise, revue littéraire qui paraissait à Brive (Corrèze) et dans laquelle l'écrivain Francis Carco fit paraître ses premiers essais lyriques.
Il est également collaborateur littéraire de la revue Limoges illustré, au Mercure de France, à La Plume, La Vie, Le Beffroi, Le Divan, Poésie, La Revue des poètes, La Revue littéraire de Paris et de Champagne, Le Soc, Le Penseur, Poesia, La Revue du Bas-Poitou, les Cahiers de Mécislas Golberg et, encore, à la Revue moderne des arts et de la vie, dirigée par Charles-Emmanuel Curinier.
Il est lauréat du concours Andrevetan de poésie, organisé par l'Académie florimontane, en 1912. Lauréat du Prix Émile Zola en 1916, et du Prix Théodore-Véron en 1920, décernés tous deux par la Société des Gens de Lettres,. Il appartient d'ailleurs lui-même à cette Société où ses parrains ont été Henri de Régnier et André Foulon de Vaulx.

## Publications

### Poésie
- La Plainte sur la grève, poème, 1902.
- Le Dit de la folle fille, poème libre, 1904.
- La Viole d'ébène, poèmes, 1899-1904, préface de Stuart Merrill, Niort, 1904.
- Rhythmes, 1906.
- À l'Aiguail, poésies, 1908.
- La Terre poitevine, éd. Georges Crès, 1912.
- À Mélusine, 1918.
- La Hotte de Simples, 1920.
- Bucoliques françaises.
- Douce France, 1946.
- Mon bon chien, poème, 1948.
- À la vesprée, 1968.
- Choix de poésies, 1969.

### Critique littéraire
- "J.A. [Jean-Augustin] Léonetou [1882-1915]", Limoges illustré, 1er mai 1915, p. 5003.
- "Les lettres, livres nouveaux", Revue moderne des arts et de la vie, 30 janvier 1922, p. 19 : compte rendu de Batouala (René Maran), L'Épithalame (Jacques Chardonne), Rapetisse ton cœur (Henry Asselin) et Fille de rien (Charles-Emmanuel Curinier).

## Disctinction
- Prix Théodore Véron par la Société des Gens de Lettres en 1920[14]